# Alienosternus solitarius
Alienosternus solitarius là một loài bọ cánh cứng trong họ Cerambycidae.